# Franz Carl Ehrlich
Franz Carl Ehrlich (* 5. November 1808 in Wels; † 23. April 1886 in Linz) war ein österreichischer Geologe.

## Leben
Ehrlich war Kustos am Museum Francisco Carolinum in Linz. Außerdem war er Commissär des geognostisch-montanistischen Vereins für Innerösterreich und das Land ob der Enns.
Ehrlich betätigte sich vor allem im Bereich der Geologie, teilweise auch in der Paläontologie.

## Veröffentlichungen (Auswahl)
- Bericht über die Arbeiten der Section III. In: Jahrbuch der Kaiserlich-Königlichen Geologischen Reichsanstalt. Band 1, 1850, S. 628–646 (zobodat.at [PDF; 1,8 MB]).
- Ueber die nordöstlichen Alpen. Ein Beitrag zur näheren Kenntniss des Gebietes von Österreich ob der Enns und Salzburg in geognostisch-mineralogisch-montanistischer Beziehung.Vorwort. In: Jahrbuch des Oberösterreichischen Musealvereines. 1850, S. 1–92 (zobodat.at [PDF; 4,4 MB]; Vorwort: zobodat.at [PDF]).
- Bericht über die im Monate August 1854 gemeinschaftlich mit Bergrath Ritter von Hauer ausgeführte Forschungspreis. In: Jahrbuch des Oberösterreichischen Musealvereines. Jahrgang 15, Linz 1855, S. 22–27.
- Beiträge zur Palaeontologie und Geognosie von Oberösterreich und Salzburg. I. Die fossilen Cetaceen-Reste aus den Tertiär-Ablagerungen bei Linz, mit besonderer Berücksichtigung der Halianassa Collinii H. v. M., und des dazu gehörigen, im August des Jahres 1854 aufgefundenen Rumpfskelettes. In: Jahrbuch des Oberösterreichischen Musealvereines. Jahrgang 15, Linz 1855, S. 1–21 (zobodat.at [PDF; 4,9 MB]).
- Museal-Notizen. In: Jahrbuch des Oberösterreichischen Musealvereines. Jahrgang 16, 1856, S. 1–15 (zobodat.at [PDF; 832 kB]).
- Ober-Oesterreich in seinen Natur-Verhältnissen. Linz 1871, S. 87–104.